# Synaldis segmentata
Synaldis segmentata är en stekelart som beskrevs av Fischer 1967. Synaldis segmentata ingår i släktet Synaldis och familjen bracksteklar. Inga underarter finns listade i Catalogue of Life.